# Domanice (Powiat Siedlecki)
Domanice ist ein Dorf sowie Sitz der Landgemeinde im Powiat Siedlecki der Woiwodschaft Masowien, Polen.

## Gemeinde
Zur Landgemeinde Domanice gehören folgende Ortschaften mit einem Schulzenamt:
Czachy
Domanice
Domanice-Kolonia
Emilianówka
Jagodne
Kopcie
Olszyc-Folwark
Olszyc Szlachecki
Olszyc Włościański
Pieńki
Podzdrój
Przywory Duże
Przywory Małe
Śmiary-Kolonia
Zażelazna
Ein weiterer Ort der Gemeinde ist Jagodne.